# Mike Painter
Mike Painter, pseudonimo di Michele Pingitore (Milano, 17 febbraio 1964), è un organista, compositore e arrangiatore italiano.

## Biografia
Artista mod, inizia a suonare il pianoforte all'età di circa 9 anni, frequenta il Conservatorio di Milano, ma poi decide di dedicarsi allo studio dell'organo Hammond.
All'inizio degli anni ottanta la british music invasion, il revival 60's e il movimento culturale mod (modernista), influenzano il suo stile di vita.
Suona all'inizio con i Lords, successivamente entra a far parte come organista nello storico gruppo milanese dei Four By Art.
Considerati uno dei gruppi più preparati del modernismo in Italia, la band si ispirava al sixties sound, la loro miscela musicale spaziava dal sound grezzo del garage al r&b, spesso influenzato dal richiamo psichedelico. Nel 1982 il gruppo incide il suo primo singolo "My mind in four sight" e due album "Four by Art" nel 1985 e "Everybody's an artist with... Four by Art!" nel 1986. La band, scioltasi subito dopo, è segnalata come una delle più interessanti della scena mod musicale italiana underground degli anni ottanta, è testimone nella compilation "Eighties Colors" pubblicata da Electric Eyes, la quale raggruppa tutte le band neo-psichedeliche nate in quel periodo. Dopo una breve pausa dovuta al servizio di leva, è giunto il momento per una nuova formazione, gli Investigators, un gruppo dalle sonorita black soul e r&b, che nel 1991 incide per l'etichetta milanese Vox Pop.
Nel 1998 collabora in studio con i Supersonica, band di northen soul milanese, sia nella registrazione che nella produzione, per la pubblicazione di un mini CD.
Nel 2000 collabora con Alex Loggia, chitarrista degli Statuto, al progetto del "Santo", viene pubblicato dalla Sony Music un mini CD con tre brani, uno dei quali, "The Saint Theme", si ispira alla colonna sonora del film The Saint scritta da Edwin Astley.
Insieme nel 2002 per la Sana Records pubblicano un nuovo album ma questa volta con influenze ska jamaicane, la band Mr. Tokio & The Beat Goes On rivisita nello stile dei brani dei Commodores e di Stevie Wonder.
Nel 2003 Mike Painter pubblica il suo primo progetto da solista "Mike Painter & The Family Shakers", un album dalle sonorità soul jazz, che mettono in chiara evidenza la tecnica e il suo strumento.
Nell'album rivisita brani come "Ufo", colonna sonora di Barry Gray, dedicata alla serie di telefilm di fantascienza, denominata UFO (serie televisiva) ,ideata nel 1969, "Let's Stay Together" di Al Green, oppure "This Guy 's In Love With You" di Burt Bacharach, i punti di riferimento dal musicista milanese sono Booker T. & the MG's, Jimmy Smith e Jimmy McGriff.
Il brano di apertura Go Up!, viene scelto per la pubblicità della Kronos scarpe, con testimonial Filippo Nardi.
Distribuito dalla Family Affair, i suoi brani vengono inoltre pubblicati nelle compilation dalla Acid jazz, Irma Records, HammondBeat, Record Kicks.
A novembre del 2011 pubblica il secondo progetto "Mike Painter Quintet & Viola Road ", dal titolo Hammond Voice, questa volta con la cantante solista milanese Viola Road (pseudonimo di Viola Romani Adami).
A giugno del 2018 pubblica il terzo progetto "Mike Painter Quintet & Viola Road ", dal titolo Nothing Changes, distribuzione Self.
A agosto 2023 pubblica il nuovo singolo ispirato alle colonne sonore della serie televisiva di STAR TREK (serie televisiva) e una nuova versione strumentale di UFO (serie televisiva)

## Discografia
Singoli e Album
- 1982 My mind in four sight 45 giri (Art Records)
- 1985 Four By Art LP (Electric Eyes)
- 1986 Everybody's an artist with... Four by Art LP (Electric Eyes)
- 1991 Investigators LP (Vox Pop)
- 2000 Il Santo CD (Sony Music)
- 2002 Mr.Tokio & The Beat Goes On CD (Sana Records)
- 2003 Mike Painter & The Family Shakers CD (S.G.R.)
- 2003 Mike Painter & The Family Shakers " Go Up " 45 giri (S.G.R)
- 2011 Mike Painter Quintet & Viola Road " Hammond Voice " CD / LP (S.G.R)
- 2018 Mike Painter Quintet & Viola Road " Nothing Changes " CD / LP (S.G.R)
- 2023 Mile Painter  " Ufo Theme - Star Trek Theme " 45 giri (S.G.R)

Compilation
- 1985 Eihgties Colors LP (Electric Eyes)
- 1996 Mods! LP (Face Records)
- 2002 La Douce Party Vol.2 LP (Irma)
- 2002 Mad For Ska CD (Universal)
- 2003 A.A.V.V. Soul Shakers Vol.1 CD (Records Kicks)
- 2004 Gousto Lounge CD (G. Records)
- 2004 The Sound Of Danger CD (Hammond Beat)
- 2004 Exite on Hammond Street CD (Acid Jazz)
- 2007 Acid Jazz N°130 CD (EmmeK)

Collaborazioni e produzioni
- 1998 Supersonica MINI CD (Diamante Records)
- 2018 The Mads - The Orange Plane (Area Pirata) Archiviato l'11 agosto 2020 in Internet Archive.

### Videoclip
- Not One Drop (2011 video esclusivo dell'album Hammond Voice)
- Stairs To Nowhere (2011 video esclusivo dell'album Hammond Voice)
- Lies (2012 video esclusivo dell'album Hammond Voice)
- I'm a dreamer today (2019 esclusivo dell'album Nothing Changes)
- Ufo Theme ((2023 video promozionale del singolo 45 giri)
- Star Trek Theme (2023 video promozionale del singolo 45 giri)